# Holme Pierrepont
Holme Pierrepont est un hameau du Nottinghamshire situé à 8 km au sud de la ville de Nottingham, dans le borough de Rushcliffe.